# Park Gi-dong
Park Gi-dong (박기동?, 朴基棟?; Seul, 1º novembre 1988) è un calciatore sudcoreano, attaccante svincolato.